# Stasera niente di nuovo (programma televisivo)
Stasera niente di nuovo è stato l'ultimo varietà televisivo realizzato in Rai della coppia Mondaini-Vianello prima del loro approdo alla Fininvest (divenuta poi Mediaset). Il varietà ha segnato anche l'addio alla danza per Sandra Mondaini con la registrazione del balletto di chiusura della trasmissione, Occhi rosa per te, duetto con Heather Parisi. Il programma fu trasmesso il sabato sera dal 24 gennaio al 21 marzo 1981 per complessive otto puntate.
Di fatto il programma sembrava un addio alle scene della coppia. Giocato dagli autori per intero sul contrasto generazionale tra la Mondaini, Raimondo Vianello e Gianni Agus e la sempre più emergente Parisi, con continui sketch in cui quest'ultima fa spocchiosamente ricordare il proprio vantaggio generazionale, con movimenti rapidi e sgambate improponibili ormai alla Mondaini. Lo stesso spunto del programma era costituito dalla dirigenza Rai che imponeva la giovane Parisi, reduce dall'enorme successo del primo Fantastico, per il varietà di Vianello e Mondaini, con conseguente rivalità impossibile per la Mondaini nel ballo e nel ruolo di sex-symbol del programma, tentativi improbabili di corteggiamento da parte di Vianello, e proteste da parte di Agus, che ricordava a più riprese la propria grande esperienza a confronto di quella allora breve della Parisi. Nelle scenette comiche girate in esterna e ambientate nell'età della pietra, appariva come spalla di Vianello una giovane Carmen Russo, nel ruolo di sua moglie cavernicola.
La stessa sigla iniziale era del tutto anticonvenzionale per i varietà fino ad allora condotti da Vianello e la Mondaini, la spumeggiante Ti rockerò ballata e cantata dalla Parisi con il corpo di ballo della trasmissione, che raggiunse, come altri singoli della showgirl, i primi posti delle classifiche di vendita.
La sigla finale, cantata dalla Mondaini, era invece più in linea con i precedenti varietà della coppia: Si chiama Zorro, con Vianello improbabile nei panni dello spadaccino mascherato e la Mondaini in quelli di una donzella che egli deve liberare, ottenne anch'essa un buon gradimento tra il pubblico dei più piccoli.

## Cast
- Raimondo Vianello
- Sandra Mondaini
- Gianni Agus
- Heather Parisi
- Enzo Liberti
- Carmen Russo

## Curiosità
In origine la "giovane antagonista" di Sandra Mondaini doveva essere Stefania Rotolo, la quale dovette però rinunciare a seguito dell'insorgere della gravissima malattia che l'avrebbe stroncata prematuramente di lì a poco. Pertanto si puntò su Heather Parisi.